# Лещини (Келецький повіт)
Лещини (пол. Leszczyny) — село в Польщі, у гміні Ґурно Келецького повіту Свентокшиського воєводства.
Населення — 1228 осіб (2011).
У 1975-1998 роках село належало до Келецького воєводства.

## Демографія
Демографічна структура на день 31 березня 2011 року:
|          | Загалом | Допрацездатний вік | Працездатний вік | Постпрацездатний вік |
| -------- | ------- | ------------------ | ---------------- | -------------------- |
| Чоловіки | 593     | 127                | 424              | 42                   |
| Жінки    | 635     | 138                | 399              | 98                   |
| Разом    | 1228    | 265                | 823              | 140                  |